# Борек-Мінський
Борек-Мінський (пол. Borek Miński) — село в Польщі, у гміні Мінськ-Мазовецький Мінського повіту Мазовецького воєводства.
Населення — 35 осіб (2011).
У 1975-1998 роках село належало до Седлецького воєводства.

## Демографія
Демографічна структура станом на 31 березня 2011 року:
|          | Загалом | Допрацездатний вік | Працездатний вік | Постпрацездатний вік |
| -------- | ------- | ------------------ | ---------------- | -------------------- |
| Чоловіки | 18      | 1                  | 15               | 2                    |
| Жінки    | 17      | 1                  | 11               | 5                    |
| Разом    | 35      | 2                  | 26               | 7                    |